# 青少年模式
青少年模式，又称“青少年防沉迷系统”、“未成年人模式”，是一种用于防止未成年人沉迷短视频、社交、直播等网络平台的系统设置。该模式在一些运行于中国内地、美国等地区的互联网平台上有所应用。

## 历史
2019年，因应中国国家互联网信息办公室的要求，运行于中国内地的抖音、快手等数十家网络直播和视频平台上线“青少年模式”。2021年5月，谷歌宣布在YouTube上上线青少年模式。
2024年11月，中国国家网信办发布《移动互联网未成年人模式建设指南》。2025年4月29日，中国国家网信办在第八届数字中国建设峰会主论坛上宣布将“青少年模式”升级为“未成年人模式”。中国大陆智能设备厂商在其开发的更新版系统或新发布的机型默认搭载“未成年人模式”，开启后所有支持“未成年人模式”的应用程序将自动切换，且“未成年人模式”设置时需提供生日或年龄，退出该模式需要家长进行验证同意。

## 功能
开启青少年模式，可以对网络平台的使用时长、平台内消费、内容等方面作出限制。例如在抖音上开启该模式后，充值、打赏等功能将无法使用、在YouTube上开启该模式后，只适合18岁以上人群的视频内容将无法观看。

## 备注
1. ↑  "new supervised YouTube experience for parents of tweens"